# Antoine Cardon
Antoine-Alexandre-Joseph Cardon noto anche come Cardon il Vecchio (Bruxelles, 1739 – Bruxelles, 1822) è stato un pittore e incisore belga.

## Biografia
Nacque a Bruxelles, a quel tempo Paesi Bassi austriaci. Visse a lungo in rue de Persil (vicino a Saint-Michel, ora nota come Place des Martyrs) nella città, che passò attraverso il dominio francese e olandese nel corso dellala sua vita. Brillò nelle arti sotto austriaci, francesi e olandesi.
Fu allievo di Hyacinthe de La Pegna, pittore dell'imperatrice Maria Teresa d'Austria, sovrana dei Paesi Bassi austriaci, e seguì il suo maestro a Vienna. Grazie alla protezione di Karl von Cobenzl, ministro plenipotenziario di Maria Teresa a Bruxelles, Cardon divenne un dipendente del governo austriaco e fu in grado di soggiornare per un certo tempo a Roma e Napoli.
Richiamato a Bruxelles da Cobenzl, divenne professore alla Académie Royale des Beaux-Arts e svolse la sua carriera artistica in quella città avendo tra i suoi allievi Adèle Kindt. Fu lì, nel 1810, che assieme ad Antoine Brice fondò un'associazione di artisti professionisti e dilettanti. Nel 1822 Cardon fu nominato membro dell'Istituto reale dei Paesi Bassi da Guglielmo II.
Fu un membro molto entusiasta della Massoneria, avendo poi un grande successo nella nobiltà dei Paesi Bassi austriaci. Il suo nome figura tra i fondatori della Loggia dell'Unione (terza loggia a Bruxelles, iscritto al n. 9 sulle tavole del 1783 e 1786), e incise diversi diplomi ed emblemi massonici.
Antoine Cardon fu il padre di Philippe Cardon (?–1817) e dell'incisore Anthony Cardon il Giovane (1772–1813) che realizzò una stamperia per incisioni in Inghilterra, nel 1793, e morì a Londra.

## Opere
Tra le sue opere profane:

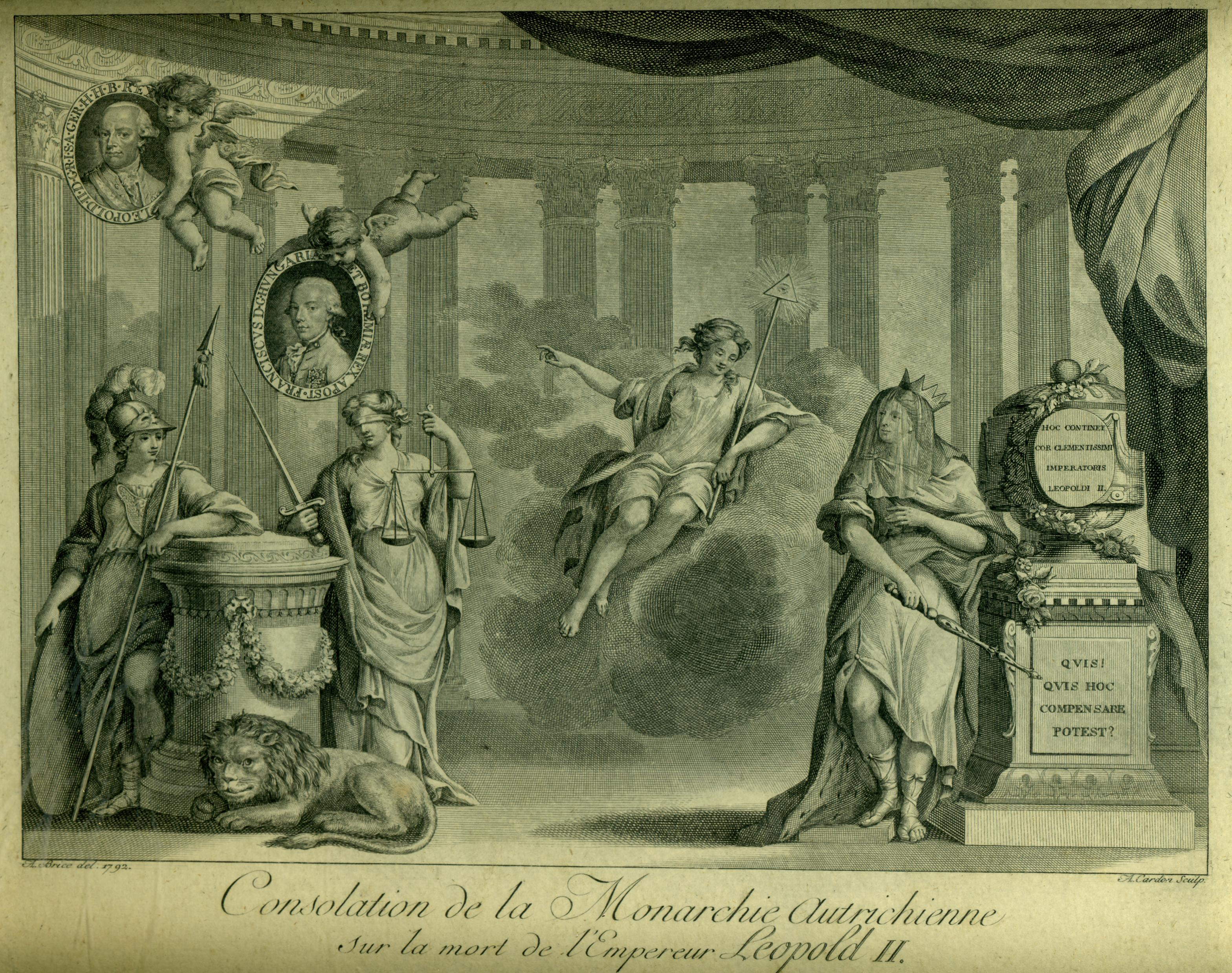
Disegno di Antoine Brice inciso da Cardon, Consolazione della monarchia austriaca per la morte dell'imperatore Leopoldo II

- incisione del disegno di Antoine Brice, Consolazione della monarchia austriaca per la morte dell'imperatore Leopoldo II.
- incisioni per il libro di d'Hancarville sulle antichità collezionate a Napoli dal diplomatico William Hamilton.
- incisioni da Antoine Watteau.
- ritratto di Giuseppe II inciso su dipinto di Willem Jacob Herreyns.
- ritratto del principe di Ligne.
- incisione del musicista Ignaz Vitzthumb.